# Angyal Ádám
Angyal Ádám (Castelnaudary, Franciaország, 1944. január 10. –) közgazdász, volt ipari vezető.

## Élete
A második világháború idején szülei Franciaországba emigráltak, ő ott született. 1946-ban hazatelepedtek.
1966-ban a Marx Károly Közgazdaságtudományi Egyetemen (ma Budapesti Corvinus Egyetem) ipari közgazdász végzettséget szerzett, majd a Ganz-Danubiusban dolgozott.
1972-ben a Marx Károly Közgazdaságtudományi Egyetem Közgazdasági Továbbképző Intézet vezetés-szervezés szakán szakközgazdász végzettséget szerzett (ugyanitt doktorált ugyanazon évben), 1973-ban a Politikai Főiskolán gazdaságpolitikai végzettséget szerzett.
1989-ben az Magyar Szocialista Munkáspárt XIII. kerületi bizottságának első titkára, majd az Magyar Szocialista Párt XIII. kerületi szervezetének vezetője, 1994-ben a Magyar Szocialista Párt Központi Pénzügyi Ellenőrző Bizottságának lett a tagja.
1984–1990 között a Ganz-Danubius vezérigazgatója. 1995-től 1996 júliusáig az Ikarus Járműgyártó Rt. igazgatósági elnöke. 1996-1999 között a Váltó-4 Libra Rt. igazgatója. 2000-2004 között a Dunaferr Rt. igazgatósági tagja. 2004-2008 között a Nyírségvíz Zrt. igazgatóságának elnöke. 2006-2010 között a Nyugat-magyarországi Egyetem Gazdasági Tanácsának tagja. 2010-2011 között a Nemzeti Kulturális Alap kuratóriumi tagja.
1986-ban a Marx Károly Közgazdaságtudományi Egyetem címzetes egyetemi docense, 1990-től az egyetem vezetési és szervezési tanszékének tudományos munkatársa. 1992-ben közgazdaságtudományok kandidátusa címet szerzett. Kandidátusi értekezésének címe: "Vállalati alapstratégia". 2000-ben habilitált. 2000-től a Vezetéstudományi és Szervezési Tanszék egyetemi tanára. 2004 óta a Magyar Tudományos Akadémia Vezetéstudományi Albizottságának a tagja.
2012. június 1-én Angyal Ádám a XIII. kerület díszpolgára lett.
Kutatási területe a vállalattervezés, vállalatszervezés, vállalati stratégiák.
Dolgozatai elsősorban az Ipargazdaságban 1973-tól, a Magyar Hajó- és Darugyár Műszaki Tájékoztatóban 1975-től, a Vezetéstudományban 1976-tól, a Társadalmi Szemlében 1988-tól, a Gazdaságban 1988-tól jelennek meg (utóbbi lapnak 1995-től szerkesztőbizottsági tagja is).

## Főbb írásai
- Angyal Ádám et al.; [szerk. Demcsák Mária]: Gondok és megoldások az ipari társulások alakulásánál: Mivé lettél, Ganz Danubius?: [Történések és tapasztalatok könyve]. Budapest: [s.n.], 1984 [!1989]
- A szabályozók másik oldalán : Vállalatok csapdában. Budapest: Közgazdasági és Jogi Könyvkiadó, 1987
- Hulló levelek. Budapest: Minerva, 1989
- Az ördög bújt belém. [Budapest]: Studio-1, 1989
- Angyal Ádám et al.: Az Economix Rt. által kialakított privatizációs eljárás rendszere. Budapest: Economix Rt., 1991
- Angyal Ádám–Antal Zsuzsanna: Nyakkendős mesterség: a vezetési tanácsadás. Budapest: Budapesti Közgazdaságtudományi Egyetem, 1994
- A szervezetés szerszámai. [Budapest]: Trainex, 1996
- A nagy kaszálás: szocializációs tankönyv Közép-Kelet-Európa megértéséhez. [Budapest]: Aula, 1999
- A vezetés mesterfogásai. Budapest: Kossuth Könyvkiadó, 1999
- Nyakkendős mesterség: vezetési tanácsadás. 2. átdolg., bőv. kiad. Budapest: Budapesti Közgazdaságtudományi Egyetem Vezetési és Szervezési Tanszék, 2000
- Vállalati kormányzás. Budapest: Aula Kiadó, 2001
- Nézetek az erkölcsről avagy A malaszt természete. [Budapest]: Aula, 2003
- Rókajárás. Budapest: Szerzői kiadás, 2003
- Vállalatok társadalmi felelőssége, felelős társaságirányítás : corporate social responsibility. Budapest: Kossuth, cop. 2009
- Baloldali kiskáté : Angyal Ádám tézisei és zsinórmértéke. [Budapest] : MSZP Választmánya, 2010
- Gondolkodás. Budapest: Angyal SK, 2017